# 와카야마 마리나시티

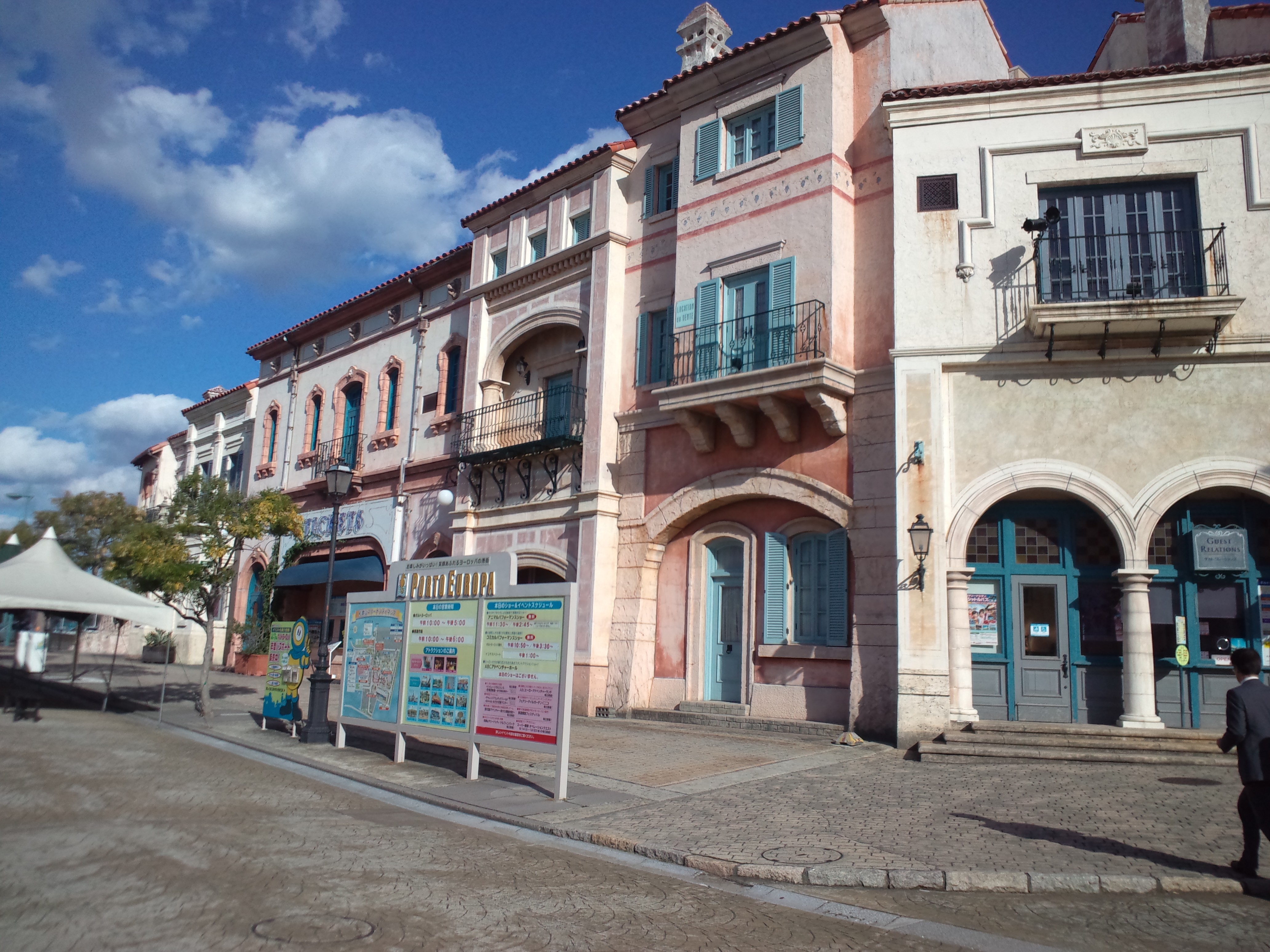
포르토 유로파

와카야마 마리나시티(일본어: 和歌山マリーナシティ, 영어: Wakayama Marina City)는 일본 와카야마현 와카야마시 와카야마만에 있는 인공섬이다. 1994년에 개최된 세계 리조트 박람회에 맞춰 마쓰시타 고산에 의해 만들어졌다. 개발 총 면적은 65ha (육지 49ha, 수면 16ha)이며, 1989년에 착공되어 1994년에 완성했다. 인공섬에는 테마파크 포르토 유로파, 와카야마 마리나 시티 호텔 등의 시설이 있다.

## 주요 시설
- 포르토 유로파
- 와카야마 마리나 시티 호텔
- 구로시오 시장
- 기노쿠니 과일 마을
- 기슈 구로시오 온천